# Vananda

Armênia em 150. Airarate situa-se mais ao centro

Vananda (em armênio: Վանանդ; romaniz.: Vanand) ou Vandi (em georgiano: ვანდი), segundo a Geografia de Ananias de Siracena (século VII), segundo a Geografia de Ananias de Siracena (século VII), foi um gavar (cantão) da província de Airarate, na Armênia.

## Geografia
Vananda estava situado na metade norte do vale do Acuriã, entre Acuriã e Ciro Superior. É possível que, de início, fizesse parte do cantão de Bassiana, visto que os romanos não conheciam o topônimo, ainda que conhecessem bem a geografia da zona na qual estava situado, e por vezes é referido como Alta Bassiana. Englobava área de 4 725 quilômetros quadrados. Para Moisés de Corene, seu nome deve ter se originado dos hunos onogures que ali parcialmente se assentaram desde o século V, mas o nome já é citado antes do período, o que torna a etimologia improcedente.

## História

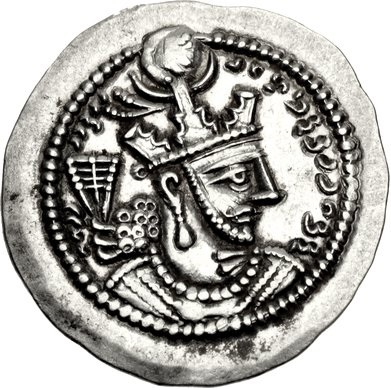
Efígie do xainxá r. em seu dracma

Nos séculos IX e VIII a.C., o território do futuro cantão era ocupado pelos taocos. Se sabe que sob Menua (r. 810–786 a.C.) e Arguisti I (r. 786–764 a.C.) de Urartu, os urártios atacaram o seu rei Utupursi. Quatro séculos depois, em 401-400 a.C., Xenofonte dá indícios de que ainda povoavam ali. É a última menção a eles como povo e depois, ao que parece, migraram ao norte, ocupando os territórios de Taique (Tao) e Javaquécia, situadas a norte e noroeste de Vananda, respectivamente. Essa migração deve ter ocorrido devido à expansão da Armênia sob a dinastia orôntida. Desde o século IV, Vananda foi um Estado principesco, cuja família devia ser um ramo da família Ordúnio, que governava Bassiana. É igualmente possível que a família também fosse um ramo cadete da família Camsaracano, cujo ramo principal governava Arsarúnia e os seus ramos cadetes governavam Abélia, Havenúnia, Gabélia. Sendo assim, descendiam da dinastia arsácida (r. 54–428). É possível que a região foi evangelizada por Gregório, o Iluminador. A Lista Militar (Զորնամակ, Zōrnamak), o documento que indica a quantidade de cavaleiros que cada uma das famílias nobres devia ceder ao exército real em caso de convocação, afirma que podiam arregimentar mil cavaleiros.
No século IV, Fausto, o Bizantino menciona os príncipes Artabano e Orodes. Desde 387, com a Paz de Acilisena selada entre o imperador Teodósio I (r. 378–395) e o xainxá Sapor III (r. 383–388), Vananda pertenceu à Armênia sob domínio do Império Sassânida. Segundo Moisés de Corene, pouco após ascender, o rei cliente dos persas Cosroes IV (r. 387–389) enfrentou a revolta dos príncipe de Vananda, que foram derrotados e massacrados pelo aspetes Isaque I. À época, Ársaces III (r. 378–387), rei-cliente dos romanos, invadiu a Armênia a partir de Vananda para depor Cosroes, mas foi derrotado. Em 420, quando Sapor IV (r. 415–420) soube da morte de seu pai e foi a Ctesifonte, a capital sassânida, os príncipe de Vananda se mostraram heroicos e corajosos na luta contra bandos persas que invadiram o país. Lázaro de Farpe menciona o bispo Gade, bem como os príncipes Tatul e Verém, que lutaram com Vardanes II (450–451) na insurreição contra o xainxá Isdigerdes II (r. 438–457), e Ateguém, que lutou com Vaanes I na insurreição contra o xainxá Perozes I (r. 459–484). Príncipes de Vananda também assinaram os atos do Primeiro (505) e Segundo Concílio de Dúbio (555).

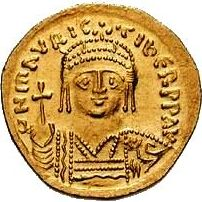
Efígie do imperador Maurício r. em seu Soldo

Em cerca de 575, o marzobã Glones Mirranes e o príncipe Filipe Siuni atacaram a vila de Utmus, em Vananda, mas foram derrotados.  Em 579, provavelmente confrontando os generais bizantinos Curs e João Mistacão, o marzobã Varaz Vezur fez o mesmo movimento, sendo inicialmente repelido, mas então venceu. Em 591, com a nova divisão da fronteira na Armênia entre os Impérios Bizantino e Sassânida no rescaldo da guerra iniciada em 572, o imperador Maurício (r. 582–602) recebeu Vananda do xainxá Cosroes II (r. 590–628), que foi incluída na província da Armênia Inferior, que corresponde, grosso modo, à extinta província armênia de Airarate. Por sua localização, na rota comercial norte entre o Planalto Iraniano, a Anatólia e o mar Negro, prosperaria na Idade Média. Na década de 640, quando o imperador Constante II (r. 641–668) conduziu expedições militares no Oriente para impedir o avanço do Califado Ortodoxo, se encontrou com os príncipes de Vananda para coordenar os esforços.
No fim, a região foi anexada no Emirado da Armênia. No século VIII, passou aos bagrátidas. Em 962, o rei Asócio III (r. 951–977) cedeu Vananda ao seu irmão Musel I, que fundou um reino independente. Em 1064, Cacício abdicou em favor do Império Bizantino e entregou a sua capital Cars, que no ano seguinte foi conquistada pelo Império Seljúcida antes de ser tomada pelo Reino da Geórgia e integrar o distrito de Cari (Kari). No século XIII, foi tomada pelo Império Mongol antes de deixar de existir como entidade separada. Brevemente pertenceu aos senhores turcomanos e então caiu sob controle do Império Otomano.